# Jinchang Zhen
Jinchang Zhen (kinesiska: 金厂, 金厂镇) är en köping i Kina. Den ligger i provinsen Yunnan, i den sydvästra delen av landet, omkring 310 kilometer sydost om provinshuvudstaden Kunming. Antalet invånare är 8 589. Befolkningen består av 4 094 kvinnor och 4 495 män. Barn under 15 år utgör 23,0 %, vuxna 15-64 år 69 %, och äldre över 65 år 7,0 %.
Genomsnittlig årsnederbörd är 2 659 millimeter. Den regnigaste månaden är juli, med i genomsnitt 647 mm nederbörd, och den torraste är februari, med 24 mm nederbörd.